# Матеос, Хуан
Хуан Хосе Матеос Альварес (15 января 1917, Сеута — 23 сентября 2003, Малага) — испанский теолог, профессор восточной литургики Папского Восточного института, создатель Римской школы восточной литургиологии.

## Биография
Родился 15 января 1917 года в городе Сеуте в испанской Северной Африке. После окончания школы поступил на курс медицинского факультета в Мадриде, затем перевелся в Гранаду, однако занятиям помешала Гражданская война 1936—1939 годов. В возрасте двадцати трёх лет вступил в новициат провинции Бетика Общества Иисуса в Андалусии. По окончании двух лет послушничества и двух лет гуманитарного образования три года изучал философию. Педагогическую практику прошёл в течение 1947/48 учебного года в Колледжо Массимо в Риме. Затем он четыре года изучал богословские науки в Папском Григорианском университете.
18 марта 1951 года русский католический епископ византийского обряда Александр Евреинов рукоположил его в сан священника.
2 февраля 1957 года принес торжественные обеты в Обществе Иисуса, продолжая написание докторской диссертации о полунощнице и утрени ассиро-халдейской традиции.
В 1956—1958 годах в ходе исследовательской работы отправился на Ближний Восток для изучения древних сирийских рукописей. 13 июня 1959 года начал преподавательскую карьеру, и в том же самом году был утвержден профессором восточной литургики и преподавателем арабского и румынского языков.
В Папском Восточном институте преподавал до своего возвращения в Испанию в 1982 году. Читал лекции во многих богословских высших учебных заведениях по всему миру. Параллельно лекционной деятельности написал множество статей по восточной литургиологии.
В 1962—1963 годах издание Матеосом Типикона Великой Церкви послужило ключом к пониманию исторического развития византийской евхаристической литургии. Он посвятил этому документу ряд публикаций и курс лекций, начатых в 1964/65 учебном году. Одновременно он не прекращал работать над исследованием служб часослова, о которых он издавал труды, начиная с 1963 года. Параллельно он разработал курс, вошедший в программу с 1969/1970 учебного года, о святоотеческих источниках богослужений суточного круга. Дальнейшее развитие умственного интереса Матеоса направилось в область христианского посвящения, о котором он приготовил курс лекций в 1971—1972 годах. Позже занялся библейских исследованиями, характерными для того времени.
Возможно, самой выдающейся работой Матеоса в восточной литургиологии было образцовое критическое издание Типикона Великой Церкви X века установившее стандарт для всех последующих изданий литургических текстов.
Удалился с поста ординарного профессора Восточного института и вернулся в Испанию в 1982 году, где занимался активной деятельностью в области библейских переводов и исследований.
Хуан Матеос скончался 23 сентября 2003 года в иезуитском лазарете в Малаге (Испания) на восемьдесят седьмом году жизни.
Матеос считается основателем Римской школы восточной литургиологии. Его ученики: Мигель Арранц, Роберт Тафт, Габриела Винклер, Франс ван де Паверд, Габриель Бертоньер, Севастиа Ханерас.

## Труды
- Хуан Матеос; Роберт Тафт. Развитие византийской литургии. — Киев: QUO VADIS, 2009. — 128 с. — ISBN 978-966-1517-38-6
- Хуан Матеос. Служение слова в византийской литургии — Омск: Голованов, 2010. — 352 + lxiv с. — ISBN 978-5-9902610-1-3